# Albarella
Albarella (italsky Isola di Albarella) je soukromý italský ostrov v Jaderském moři, blízko delty Pádu. Má 152 stálých obyvatel.

## Geografie
Albarella je součástí obce Rosolina a provincie Rovigo. Ostrov je dlouhý 5 km a 1,5 km široký a vznikl pravděpodobně z naplavenin řeky Pád. Nachází se v Národním parku delty Pádu.

## Vegetace
Vegetace je složená především ze středomořského porostu.
Odhaduje se, že je na ostrově na 150 druhů stromů v celkovém počtu asi dvou milionů exemplářů. Hojně zastoupena je především borovice a bílý topol (Populus alba), po němž je ostrov pojmenován.

## Obyvatelstvo
Na ostrově trvale žije 152 osob. Ostrov je z pevniny přístupný pouze po mostě, ale pouze pro ty, kdo mají příslušné povolení. Ekonomický rozvoj ostrova započal v 60. letech s přílivem bohatých turistů. Žije zde mj. rakouský herec Felix Dvorak, přímý potomek hudebního skladatele Antonína Dvořáka.